# Der Stechlin (Film)
Der Stechlin ist ein Fernseh-Dreiteiler aus dem Jahre 1975, der vom Norddeutschen Rundfunk (NDR) produziert wurde. Er basiert auf dem  gleichnamigen Roman von Theodor Fontane. Die Verfilmung war bei ihrer Erstausstrahlung am 28. März 1975 ein großer Erfolg.

## Handlung
Der nahe an Fontanes Klassiker produzierte Mehrteiler handelt vom Leben des fiktiven märkischen Adeligen Dubslav von Stechlin (Arno Assmann), dessen ebenfalls von Fontane erdichtetes bescheidenes Herrenhaus, Schloss Stechlin genannt, sich am tatsächlich existierenden Stechlinsee im Kreis Ruppin befindet. Die an sich handlungsarme Romanvorlage – Fontane selbst fasste den Inhalt lapidar in dem Satz zusammen: Zum Schluss stirbt ein Alter und zwei Junge heiraten sich – rankt sich um das zu Ende gehende Leben des verwitweten alten Junkers und das durch Heirat seines einzigen Sohnes Woldemar fortgesetzte neue Leben. Zugleich mit dem Leben des „Alten“ geht auch die „alte Zeit“ zu Ende. Woldemar verkörpert bereits „das Neue“ an der Wende vom 19. zum 20. Jahrhundert.

## Drehorte

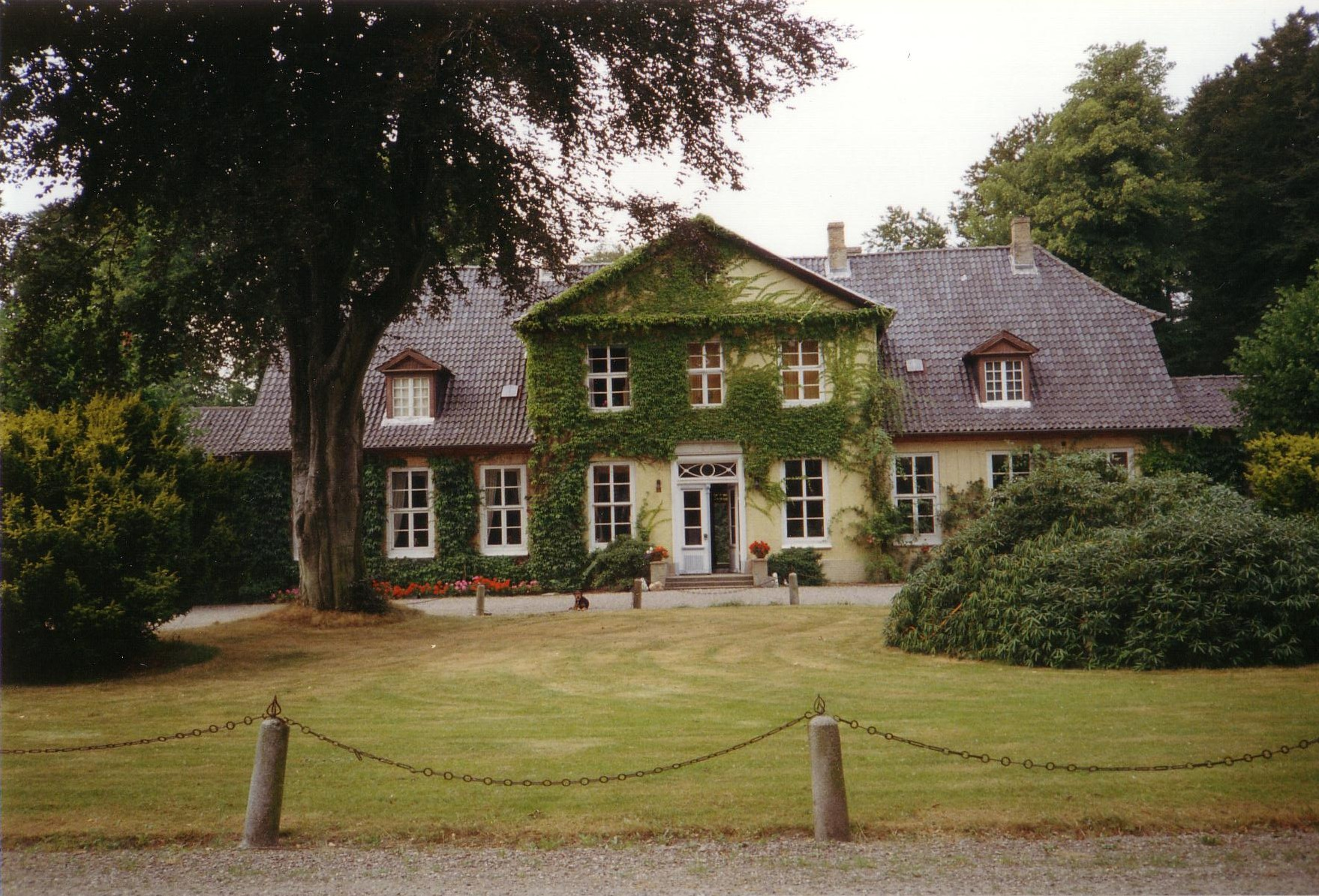
Das Herrenhaus auf Gut Falkenberg war Schloss Stechlin.

Gutshof wie auch Herrenhaus Falkenberg im Kreis Schleswig-Flensburg dienten als Drehort von Schloss Stechlin.

## DVD
Seit 2008 ist der Film auf DVD erhältlich.

## Kritik
„‘Zum Schluss stirbt ein Alter, und zwei Junge heiraten sich  das ist so ziemlich alles, was auf 500 Seiten geschieht.’ So beschreibt Fontane selbst seinen letzten Roman. Und tatsächlich: Die Stärke des ‘Stechlin’ liegt in den ausführlichen Dialogen, die die politischen und sozialen Umwälzungen jener Zeit reflektieren. – Werkgetreue Verfilmung eines Klassikers.“